# Тејлорс (Јужна Каролина)
Тејлорс (енгл. Taylors) насељено је место без административног статуса у америчкој савезној држави Јужна Каролина.

## Демографија
По попису из 2010. године број становника је 21.617, што је 1.492 (7,4%) становника више него 2000. године.
| Група             | 2000.          | 2010.          |
| Белци             | 16.134 (80,2%) | 15.693 (72,6%) |
| Афроамериканци    | 2.856 (14,2%)  | 3.222 (14,9%)  |
| Азијати           | 305 (1,5%)     | 546 (2,5%)     |
| Хиспаноамериканци | 586 (2,9%)     | 1.797 (8,3%)   |
| Укупно            | 20.125         | 21.617         |